# وادي الأحلام (قصة قصيرة)
"وادي الأحلام" هي قصة قصيرة في أدب الخيال العلمي من تأليف الكاتب الأمريكي ستانلي جي واينباوم. تم نشرها لأول مرة في عدد نوفمبر 1934 من مجلة قصص العجائب. تُعد هذه القصة الثانية التي قام واينباوم بنشرها، وهي تتمة لقصته الأولى "أوديسة المريخ".

## ملخص القصة
قبل أسبوعين من موعد مغادرة السفينة أريس للمريخ، يرسل الكابتن هاريسون الكيميائي الأمريكي ديك جارفيس وعالم الأحياء الفرنسي ليروي بإستعادة الفيلم الذي صوره جارفيس قبل تحطم صاروخه الثانوي في مرتفعات ثايل الأسبوع السابق. أثناء الطريق، قاموا بالتوقف في مدينة مخلوقات العربات وموقع بناء الكائنات الهرمية ليجري ليروي بعض الاختبارات. بعد استرجاع حاويات الفيلم من الصاروخ المحطم، توجه الرجلان نحو الشرق للبحث عن أي دلائل للمخلوق المريخي ذو هيئة الطائر، تويل.
بالقرب من قناة، يكتشف الرجلان مدينة واسعة وقديمة وأغلبها مهجور. السكان الرئيسيون للمدينة هم بضع مئات من شعب تويل، بما في ذلك تويل نفسه. يلتقي جارفيس وتويل في لقاء سعيد. يتمكن جارفيس من إقناع تويل ليرشدهم في جولة داخل المدينة.
في أحد المباني، يصادفون كائنًا يشبه الفأر منحنيًا فوق كتاب مريخي (هذا النوع يتكرر كثيراً في القمر المجنون). يطارد تويل الكائن الفأري بغضب ويعيد الكتاب إلى رف، على الرغم من أن رجال الأرض غير متأكدين مما إذا كان الكائن يقرأ الكتاب أو يأكله. في مكان آخر في المبنى، الذي يبدو كمكتبة، يرى رجال الأرض جدارية كبيرة تُظهر إنسانًا راكعًا أمام مريخي جالس. عندما يعلق ليروي بأن المريخي في الجدارية يشبه الإله المصري القديم تحوت، يكرر تويل الاسم بحماس، مشيرًا إلى نفسه وإلى كل ما يحيطهم في المدينة. يستنتج رجال الأرض أن شعب تويل، الذين يُسمون تحوت، قد زاروا مصر القديمة وكانوا مصدر إلهام للإله ذو رأس أبو منجل. (هذا في الواقع تحول زمني غير صحيح، لأن تحوت كان النسخة اليونانية الكلاسيكية لإسم الإله).
على مدى الثلاثة أيام التالية، يرشد تويل رجال الأرض في جولة لاستكشاف المدينة، بما في ذلك محطة ضخ تعمل بالطاقة الشمسية تهدف إلى نقل المياه عبر القناة. وفي النهاية، على بُعد ميل جنوب المدينة المريخية القديمة، يقرر رجال الأرض إستكشاف وادٍ، رغم التحذيرات العاجلة من تويل. الوادي ممتلئ بوحوش الأحلام التي تعرض لرجال الأرض كل ما يتمنونه. يندفع الإثنان نحوها بلا حول ولا قوة. يشن تويل هجومًا على أحد وحوش الأحلام، مما يمنح جارفيس فرصة للحرية لبعض الوقت. يستخدم جارفيس المسدس لقتل الوحش، ثم يقضي على آخر يهاجم ليروي، ويفر الجميع من الوادي.
قبل العودة إلى السفينة أريس، يهدي رجال الأرض تويل رحلة إلى حطام الصاروخ الآخر كهدية وداع. يقوم جارفيس بتشغيل محطة الطاقة الذرية، على أمل أن يتمكن التحوت من استخدام الطاقة الذرية بفاعلية، مما سيغنيهم عن الاعتماد على الطاقة الشمسية غير الكافية لجلب المياه من القطب الجليدي، وبالتالي يُمكن أن يساهم ذلك في انعاش حضارتهم المتدهورة.

## المجموعات
تظهر "وادي الأحلام" في مجموعات ستانلي جي. واينباوم التالية:
- A Martian Odyssey and Others (1949)
- A Martian Odyssey and Other Science Fiction Tales (1974)
- The Best of Stanley G. Weinbaum (1974)
- Interplanetary Odysseys (2006)

## روابط خارجية
- مجموعة شاملة من القصص القصيرة التي كتبها واينباوم في المجال العام، بما في ذلك هذه القصة.
- وادي الأحلام على مشروع غوتنبرغ